# Penicillium digitatum
Espèce
Penicillium digitatum est une espèce de champignons microscopiques du genre Penicillium.
C'est un agent de pourriture des fruits, surtout les agrumes. Il est connu comme étant la pourriture verte des oranges et citrons et est très fréquent.